# Iris Zimmermannová
Iris Tien Zimmermannová (* 6. ledna 1981 Rochester, Spojené státy americké) je bývalá americká sportovní šermířka německo-čínského původu, která se specializovala na šerm fleretem. Sestra Felicia Zimmermannová reprezentovala Spojené státy v šermu fleretem. Spojené státy reprezentovala v devadesátých letech a v prvním desetiletí jednadvacátého století. Na olympijských hrách startovala v roce 2000 v soutěži jednotlivkyň a družstev. V roce 1999 obsadila třetí místo na mistrovství světa v soutěži jednotlivkyň. S americkým družstvem fleretistek vybojovala v roce 2001 třetí místo na mistrovství světa.